# Diocese de Franca
A Diocese de Franca (em latim:  Diœcesis Francopolitana) é uma circunscrição eclesiástica da Igreja Católica no Brasil. Foi criada a 20 de fevereiro de 1971 pelo Papa Paulo VI. Sua sede está no município de Franca, no estado de São Paulo.

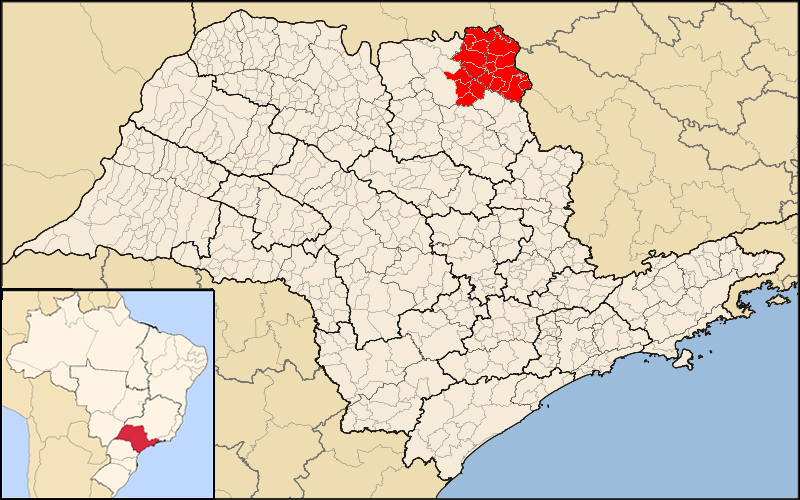
Localização geográfica da diocese

## Administração
Bispos:
|                 | Nome                    | Período    | Notas                            |
| Bispos          | Bispos                  | Bispos     | Bispos                           |
| --------------- | ----------------------- | ---------- | -------------------------------- |
| 4º              | Paulo Roberto Beloto    | 2013–atual |                                  |
| 3º              | Pedro Luiz Stringhini   | 2009–2012  | Nomeado Bispo de Mogi das Cruzes |
| 2º              | Caetano Ferrari, O.F.M. | 2006–2009  | Nomeado Bispo de Bauru           |
| 1º              | Diógenes Silva Matthes  | 1971–2006  | Renunciou por idade              |
| Bispo-coadjutor |                         |            |                                  |
|                 | Caetano Ferrari, O.F.M. | 2002–2006  |                                  |

## Municípios
Esta diocese é diretamente responsável pelas paróquias dos seguintes municípios paulistas:
- Aramina
- Buritizal
- Cristais Paulista
- Franca
- Guará
- Igarapava
- Itirapuã
- Ituverava
- Jeriquara
- Nuporanga
- Orlândia
- Patrocínio Paulista
- Pedregulho
- Restinga
- Ribeirão Corrente
- Rifaina
- Sales Oliveira
- São Joaquim da Barra
- São José da Bela Vista

### Paróquias
O território da diocese compreende 19 municípios da região nordeste do estado de São Paulo. Ao todo são 43 paróquias sediadas em 19 municípios.
|    | Cidade                 | Forania                    | Paróquia                                           |  |
| -- | ---------------------- | -------------------------- | -------------------------------------------------- |  |
| 1  | Aramina                | Beata Amada de Jesus       | Paróquia Santo Antônio                             |  |
| 2  | Buritizal              | Beata Amada de Jesus       | Paróquia Nossa Senhora do Patrocínio               |  |
| 3  | Cristais Paulista      | Santa Gianna               | Paróquia Nossa Senhora da Abadia                   |  |
| 4  | Franca                 | Nossa Senhora Aparecida    | Área Pastoral Nossa Senhora da Guia                |  |
| 5  | Franca                 | Nossa Senhora da Conceição | Paróquia Menino Jesus de Praga e Santa Ifigênia    |  |
| 6  | Franca                 | Nossa Senhora Aparecida    | Paróquia Nossa Senhora Aparecida                   |  |
| 7  | Franca                 | Nossa Senhora da Conceição | Paróquia Nossa Senhora das Graças                  |  |
| 8  | Franca                 | Nossa Senhora Aparecida    | Paróquia Sagrado Coração de Jesus                  |  |
| 9  | Franca                 | Nossa Senhora Aparecida    | Paróquia Sant'Ana                                  |  |
| 10 | Franca                 | Santa Gianna               | Paróquia Santa Edwiges                             |  |
| 11 | Franca                 | Santa Gianna               | Paróquia Santa Gianna                              |  |
| 12 | Franca                 | Nossa Senhora da Conceição | Paróquia Santa Luzia                               |  |
| 13 | Franca                 | Santa Gianna               | Paróquia Santa Mônica                              |  |
| 14 | Franca                 | Santa Gianna               | Paróquia Santa Teresinha do Menino Jesus           |  |
| 15 | Franca                 | Nossa Senhora Aparecida    | Paróquia Santa Rita de Cássia                      |  |
| 16 | Franca                 | Nossa Senhora da Conceição | Paróquia Santo Antônio                             |  |
| 17 | Franca                 | Santa Gianna               | Paróquia São Benedito                              |  |
| 18 | Franca                 | Santa Gianna               | Paróquia São Crispim                               |  |
| 19 | Franca                 | Nossa Senhora Aparecida    | Paróquia São Francisco de Assis                    |  |
| 20 | Franca                 | Nossa Senhora Aparecida    | Paróquia São João Batista                          |  |
| 21 | Franca                 | Santa Gianna               | Paróquia São Judas Tadeu                           |  |
| 22 | Franca                 | Nossa Senhora Aparecida    | Paróquia São Pedro                                 |  |
| 23 | Franca                 | Nossa Senhora da Conceição | Paróquia São Sebastião                             |  |
| 24 | Franca                 | Nossa Senhora da Conceição | Paróquia Sé Catedral Nossa Senhora da Conceição    |  |
| 25 | Franca                 | Santa Gianna               | Paróquia São Vicente de Paulo                      |  |
| 26 | Guará                  | São Joaquim                | Paróquia São Sebastião e Santo Antônio             |  |
| 27 | Igarapava              | Beata Amada de Jesus       | Paróquia Santa Rita de Cássia                      |  |
| 28 | Itirapuã               | Nossa Senhora Aparecida    | Paróquia Nossa Senhora Aparecida                   |  |
| 29 | Ituverava              | Beata Amada de Jesus       | Paróquia Nossa Senhora do Carmo                    |  |
| 30 | Ituverava              | Beata Amada de Jesus       | Paróquia São João Batista                          |  |
| 31 | Jeriquara              | Beata Amada de Jesus       | Paróquia São Sebastião                             |  |
| 32 | Nuporanga              | São Joaquim                | Paróquia Divino Espírito Santo                     |  |
| 33 | Orlândia               | São Joaquim                | Paróquia Nosso Senhor Jesus Cristo Rei do Universo |  |
| 34 | Orlândia               | São Joaquim                | Paróquia São José                                  |  |
| 35 | Patrocínio Paulista    | Nossa Senhora Aparecida    | Paróquia Nossa Senhora do Patrocínio               |  |
| 36 | Pedregulho             | Beata Amada de Jesus       | Paróquia Nossa Senhora Aparecida                   |  |
| 37 | Restinga               | Nossa Senhora da Conceição | Paróquia Nossa Senhora Aparecida                   |  |
| 38 | Ribeirão Corrente      | Santa Gianna               | Paróquia Santa Cruz                                |  |
| 39 | Rifaina                | Beata Amada de Jesus       | Paróquia Santo Antônio                             |  |
| 40 | Sales Oliveira         | São Joaquim                | Paróquia Santa Rita de Cássia                      |  |
| 41 | São Joaquim da Barra   | São Joaquim                | Paróquia Nossa Senhora Aparecida                   |  |
| 42 | São Joaquim da Barra   | São Joaquim                | Paróquia São Joaquim                               |  |
| 43 | São José da Bela Vista | São Joaquim                | Paróquia São José                                  |  |